# Heteromys oasicus
Heteromys oasicus is een zoogdier uit de familie van de wangzakmuizen (Heteromyidae). De wetenschappelijke naam van de soort werd voor het eerst geldig gepubliceerd door Anderson in 2003.

## Voorkomen
De soort komt voor in Venezuela.